# König Waldemars Segelroute

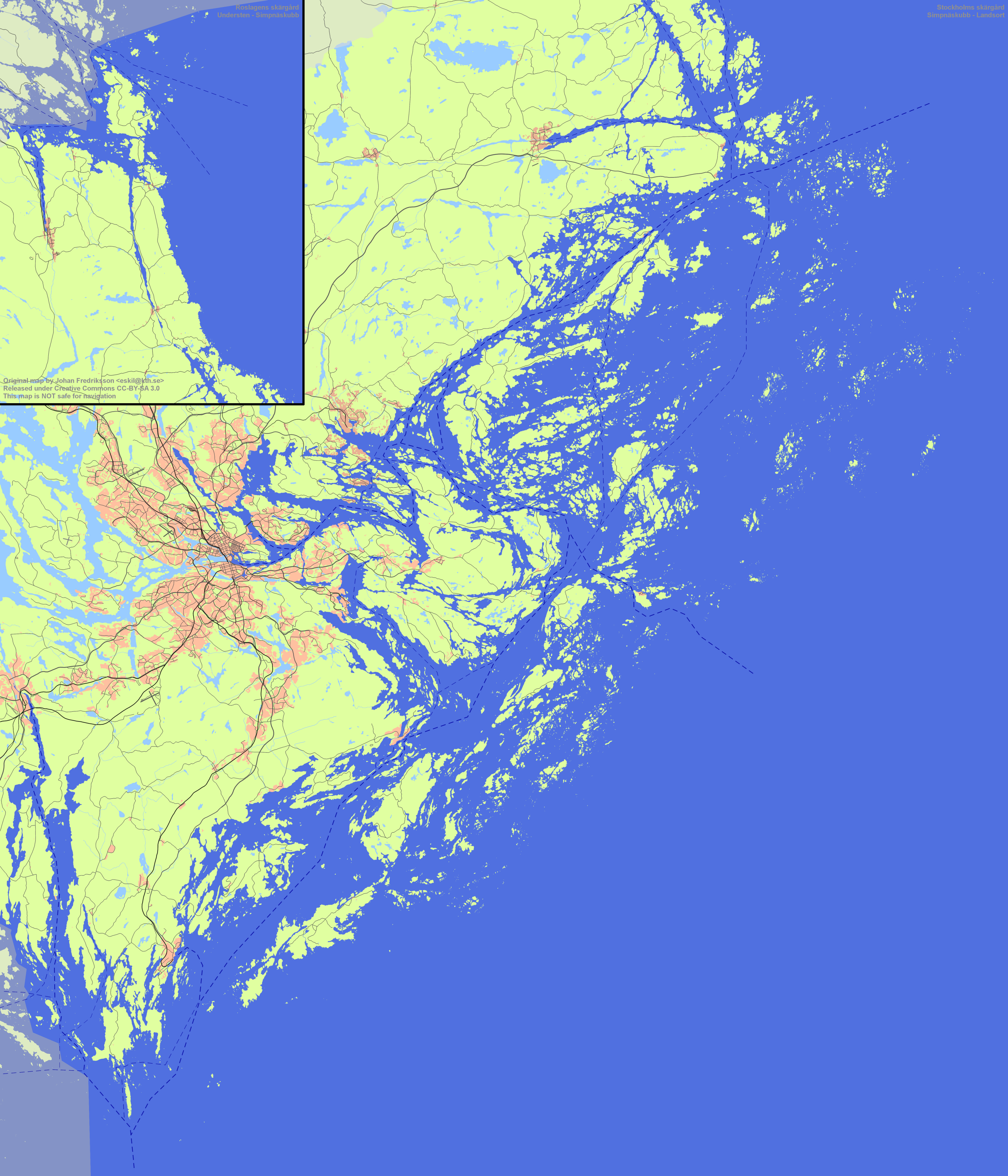
Die verschiedenen Strecken der Route durch Stockholms skärgård.
Äußere Route von Bråviken nach Runmarö.
Innere Route über Stockholm nach Arholma.
Alternativer Weg von Utö nach Runmarö.
Route von Runmarö nach Arholma.

Als König Waldemars Segelroute (schwedisch Kung Valdemars segelled) wird eine mittelalterliche Seefahrtroute in der Ostsee bezeichnet, die sich vom damals dänischen Blekinge entlang der schwedischen Ostküste über Åland, das Schärenmeer und Finnlands Südküste bis hinauf nach Tallinn in Estland erstreckte. Sie ist benannt nach dem dänischen König Waldemar II. (Valdemar Sejr).

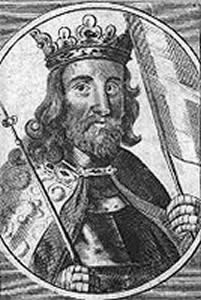
König Waldemar II. (Valdemar Sejr, 1170–1241)

Erstmals erwähnt wurde sie in einer mittelalterlichen Urkunde aus dem 13. Jahrhundert, die den Namen Det Danska Itinerariet trug und die dem Waldemar-Erdbuch (dänisch: Kong Valdemars Jordebog, lateinisch: Liber Census Daniæ) entnommen war. In diesem Buch waren in kurzen Sätzen die 101 Plätze aufgelistet, die auf dieser Fahrt angelaufen wurden, einschließlich der genauen Abstände zwischen den einzelnen Punkten. Der Weg der Reise führte dicht an der Küste entlang, zwischen den kleinen Inseln hindurch. Erst nach dem 13. Jahrhundert wurde es gebräuchlich, um die Inseln herum zu segeln.
Während der 1990er-Jahre begann man König Waldemars Segelroute touristisch zu nutzen. In diesem Zusammenhang wurden viele Plätze entlang der alten Fahrtstrecke mit Schildern markiert. Diese benennen auch die alten Ortsnamen.

## Verlauf
Der Ausgangspunkt der Reise war Utlängan in Blekinge. In einer Übersetzung aus den 1940er-Jahren von Axel Härlin wurden die mittelalterlichen Örtlichkeiten auf die heute bestehenden Ortsnamen konvertiert. Es stellte sich dabei heraus, dass viele der alten Ortsnamen mit den heutigen Bezeichnungen übereinstimmen. Deshalb konnten viele Punkte der Reise rekonstruiert werden. Die Strecken mit der größten Unsicherheit befinden sich entlang den Küsten Smålands und Roslagens. Die jeweiligen Entfernungen wurden in Veckosjöar  angegeben. Dies ist ein altes nordisches Maß, das den Abstand angab, den eine Rudermannschaft zurücklegen konnte, bevor sie abgelöst oder Rast einlegen musste (durchschnittlich 7,4 Kilometer oder vier nautische Meilen). Dabei spielten auch Faktoren wie Wind und Strömungen eine große Rolle. Das genaue Maß kann daher nur geschätzt werden.
Die Route wird in sich teilweise überschneidenden Berichten beschrieben, welche darauf hindeuten, dass diese aus mehreren Quellen stammen. Die Start- und Endpunkte der einzelnen Abschnitte können verschiedene Lotsenstationen gewesen sein.
1. Von Utlängan nach Vinö
2. Von Kalmar nach Bråviken
3. Von Bråviken nach Runmarö
4. Ein alternativer östlicher Weg von Utö nach Runmarö
5. Von Runmarö nach Arholma
6. Von Bråviken den inneren Weg nach Stockholm
7. Von Sveriges holme nach Arholma
8. Von Arholma nach Tallinn über Lemböte, Kökar, Aspö, Kyrkosund in Hitis, Hangö, Tvärminne, Hästö-Busö, Jussarö, Korpholm, Porkala, Nargö und Karlö
9. Eine Abkürzung von Hangö nach Odensholm